# Pont de l'avenue Daumesnil
Le pont de l'avenue Daumesnil est un pont ferroviaire de Paris, en France, utilisé par l'ancienne ligne de Petite Ceinture.

## Caractéristiques
Le pont franchit l'avenue Daumesnil, dans le sud-est du 12e arrondissement de Paris, à proximité de la porte Dorée. À cet endroit, l'ancienne ligne de Petite Ceinture passe de part et d'autre de l'avenue au travers des îlots d'habitation sur un remblai nettement plus haut que le sol (à peu près à la hauteur du 2e étage des immeubles). Le pont permet donc le franchissement de l'avenue, qu'il effectue entre les numéros 265 et 267 sur le côté nord-est et 266 et 268 sur le côté sud-ouest ; le pont, rectiligne, n'est pas totalement perpendiculaire à l'avenue. Au nord, une extension du square Charles-Péguy arrive jusqu'à 50 m du pont.
Il s'agit d'un pont métallique s'appuyant à ses extrémités sur deux culées et présentant trois arches, soutenant un mince tablier d'environ 45 m de long pour 10 m de large. le tablier est muni de chaque côté d'un garde-corps à barreaudage vertical. Les arches s'appuient chacune sur une rangée de trois colonnes de fonte, reposant sur les trottoirs de part et d'autre de la voie de circulation. Les arches n'ont pas toutes les trois la même tailles : l'arche centrale est plus large que les deux autres.

## Historique
Le pont actuel, également connu sous le nom de viaduc Dausmenil, date des années 1866-1867, et est l'œuvre de l'ingénieur Émile Malézieux ; il est surélevé de 2 m à la fin du XIXe siècle.
La ligne de Petite Ceinture est mise hors service en 1934 et le pont ne connait à partir de cette date qu'une circulation ferroviaire sporadique.